# Alkotárs Művészeti Egyesület
Az Alkotárs Művészeti Egyesület 1988-ban alakult művészeti egyesületté Jászberényben.
1981-ben szerveződött csoportosulás, mely Jászberény egyik akkori kedvelt szórakozó helyén, a Márka Ételbár teraszán, fiatalok társaságában született meg. A szülési fájdalmaknál jelen volt Bangócs Gábor, Telek Zsolt, Csillik Katalin, Horváth Gábor /Neon/, Baráth Géza, és még néhányan, három/három stb. Első kiállításuk Telek Zsolt szervezésében a Tanítóképző Főiskola KISZ klubjában volt, melyet a "rajztanszék" akkori egyik tanára közreműködésével betiltottak, majd bezártak. /TZS identitását ekkor a szentendrei művészeti mozgalmak inspirálták /. Arrogáns, szakmailag féltékeny, és a politikai nyomást, megfélemlítést sem nélkülözőkö "helyi vidékiség" az alkotóközösség minden megmozdulását titkon vizsgálgatta. Nem is igazán a művészeti törekvéseket tartották megfigyelésük alatt, hanem inkább befolyásolni kívánták a személyes szabadság érvényesülését, az alkotói folyamatok végeredményét. Szerették volna amolyan művelődési értékkategórizáló-sablonszezon támogatható izévé formálni. Azonban a középszerűségtől való elhatárolódás és a szabad művészeti kifejeződések mint vágyott célok, (melyek inkább kulturmámor jellegűek voltak,) végül egyre több szakmai elismerést és díjat kapott. A megyei szintű képzőművészeti kiállítások, majd országos pályázatok eredményei tovább provokálták a városban élő kisebbrendűségi érzésektől terhelt ám annál gőgösebb és féltékenyebb neves etnikumot. Élükön a népi táncmotívumok híres-neves vezető enyéniségével. A hatalom legbrutálisabb beavatkozása a rendszerváltás előtti évben történt, amikor a "vezér" kiadta a parancsot az akkori politikai ellenzéki csoportosulások egyesületté alakulásának megtorlására. Ekkor távolították el az egyesület elnökét Bangócs Gábort a városi Művelődési Központ művészeti előadói állásából. A művészkör erre úgy reagált, hogy pincegalériát nyitott a helyi "fehér ház /pártház" egyik székházának pincéjében, ami négy éven belül nemzetközi hírűvé nőtte ki magát kiállításaival és kapcsolódó rendezvényeivel. Az azóta nyugdíjba, vagy - visszavonult, jövő és fejlődésellenes erők továbbra sem hagytak fel, a mára "ledarált" csoport vezető személyeinek lejáratásával és szóbeli marcangolásával. "Verballisztikuss "Ez a tipikus magyaros attitűd az egyesület maradékát beolvasztotta az álkeresztény, nagyasszonykultusszal terhelt helyi kultúrparódia forgatagába.
Jászberény város kulturális vezetése, és művészeti mecenatúrája végül felőrölte a futurista törekvések képviselőinek türelmét, akik elköltöztek a városból, még a megyéből is, és a "külsősök" sem tartják a kapcsolatot semmilyen szinten. A külföldön elismert szakmai művészeti eredmények bár nem kárpótolják az alkotókat, viszont bizonyítja a csoport művészettörténeti létjogosultságát. Az alkotóközösség legfőbb célja az volt, hogy kiállításokat és korhű művészeti akciókat szervezzen abban a városban ahol született. Ehhez nem lett volna szükséges az egyesületté alakulás, ezért is szűnt meg a hivatalos működése 2015-ben. 
Az egyesület elnöke /a működésig 2003-ig/ Bangócs Gábor képzőművész volt, tagjai között voltak Palkó Tibor festőművész, Bukta Imre képzőművész, Czobor Sándor képzőművész, Dornbach Pál faszobrász, Kovács István (papírszobrász-performer), Máté György szobrászművész, Dóra Attila zenész, Várszegi Tibor előadóművész, szerkesztő-kiadó, Fecske József fotós-nyomdász, Ambrus Béla fotós-operátor lapszerkesztő, Telek Zsolt aktív véleményalkotó és még sokan mások, akik több-kevesebb időt töltöttek a társasággal. A számtalan kiállítóhely közül, a Kortárs Galéria lett az itt rendszeresen kiállítók bázisa, közöttük például a Block Csoportnak is. A Fiatal Képzőművészek Stúdiója sokoldalú támogatása inspirálta a kiállítások létrejöttét, egyben "minőségi garancia" is volt. 
1991-től kezdődően minden évben megrendezték az Art Camp elnevezésű nemzetközi szimpóziumot. Az egyesület kiállítóhelye az al'Kortárs Pincegaléria, amely Jászberény városában, a Táncsics út 2. alatt működött a kilencvenes évek közepéig, már megszűnt. Az egyesület jogutód nélkül szűnt meg, a helyi felsőoktatási intézmény művésztanárai folytatnak valami mást, más koncepcióval.
Elvtárs, szaktárs, munkatárs, kortárs, Alkotárs, embertárs.

## Kiállítások

### Válogatott csoportos kiállítások
- 1989 - Poszt(a)mens, Vajda Lajos Stúdió Galéria, Szentendre
- 1991 - Art Camp '91, Kortárs Galéria, Jászberény
- 1992 - Art Camp '92, Kortárs Galéria, Jászberény
- 1993 - Art Camp '93, Vigadó Galéria, Budapest
- 1996 -  Az Alkotárs Művészeti Egyesület erdélyi művésztelepének kiállítása, és MAMŰ-pince.